# Бастиони (Пескара)
Бастиони (итал. Bastioni) је насеље у Италији у округу Пескара, региону Абруцо.
Према процени из 2011. у насељу је живело 163 становника. Насеље се налази на надморској висини од 106 м.